# Myittha Kyaung
Myittha Kyaung – rzeka we wschodniej Mjanmie. Wypływa z gór Czin i uchodzi do Czinduinu, niedaleko miasta Kalewa.